# Pièce d'eau des Suisses
La pièce d'eau des Suisses est un bassin faisant partie du parc du château de Versailles, construit entre 1679 et 1682. Elle doit son nom au fait d'avoir été creusée par un régiment de Gardes suisses. Elle a été créée pour drainer le potager du Roi.

## Caractéristiques

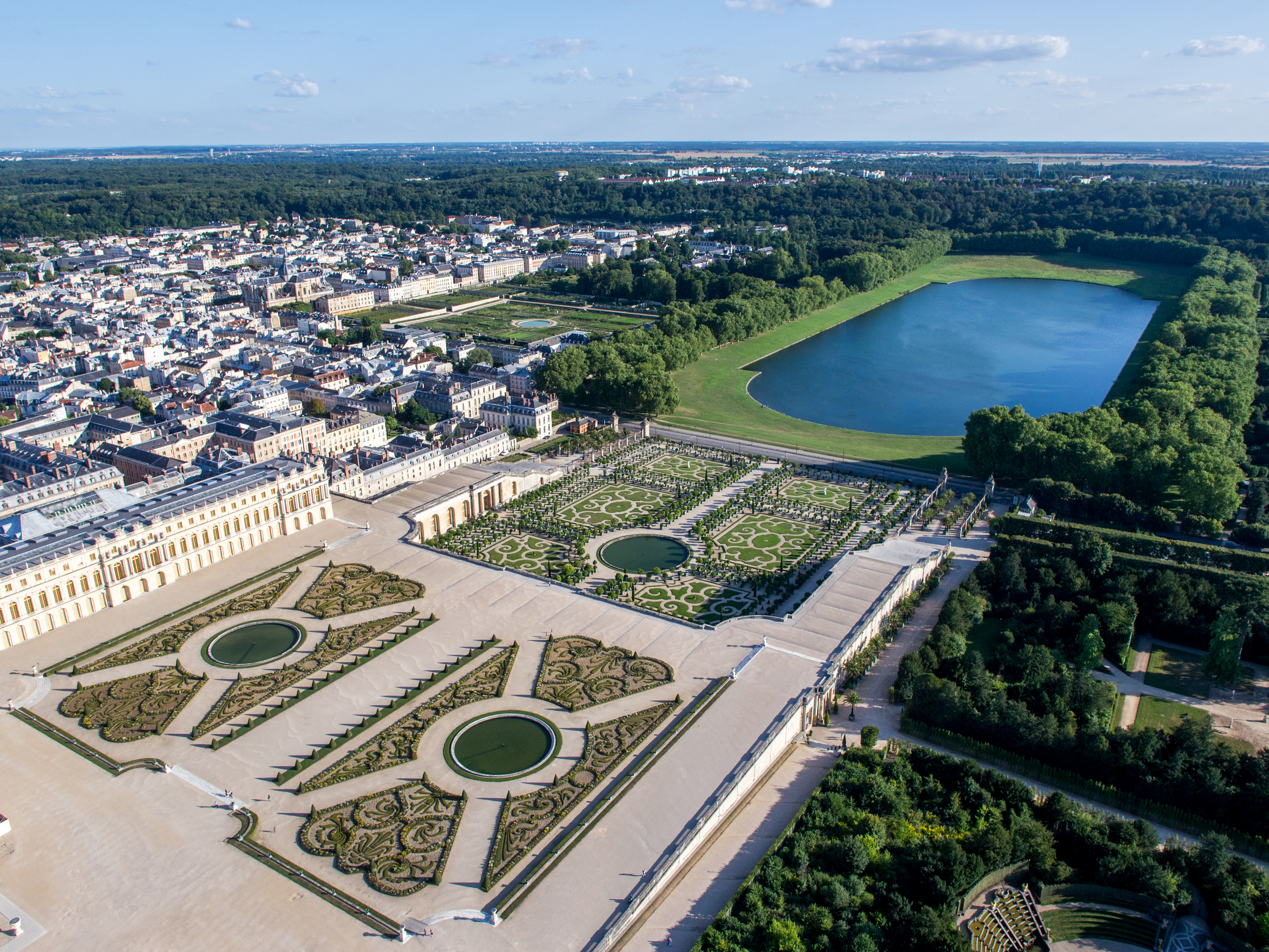
Le parterre du Midi et l'Orangerie, avec en arrière-plan la pièce d'eau des Suisses.

Cette pièce d'eau a une forme rectangulaire de 487 mètres de long sur 234 mètres de large, prolongée par 2 formes demi-circulaires de 196 mètres de diamètres centrées sur l'axe de la pièce d'eau. Le pourtour fait donc 1665 mètres et la surface 14,4 hectares. Avec une profondeur moyenne de 1,70 mètre, le volume estimé est de 250 000 m3, soit l'équivalent de 100 piscines olympiques.
Elle est située à l'extrémité sud de l'axe nord-sud des jardins de Versailles. Cet axe comprend du nord au sud le bassin de Neptune, l'allée d'eau et le parterre du nord, le parterre d'eau (point de départ de l'axe est-ouest), le parterre du midi (situé au-dessus de l'Orangerie) et le parterre de l'Orangerie et enfin la pièce d'eau des Suisses, qui se trouve en fait en dehors du périmètre actuel du château, dont elle est séparée par la route de Saint-Cyr. Vers le sud, elle est contournée par la ligne de chemin de fer Paris-Chartres et dominée par le plateau de Satory. 
Cette pièce d'eau a été creusée dans une zone marécageuse, dans le prolongement de l'Orangerie qui la domine et dont elle crée la perspective, en plusieurs étapes à partir de 1665. D'abord de forme octogonale, elle fut agrandie vers 1678 par les Gardes suisses au service du roi Louis XIV. Un dernier agrandissement en 1682 la dota de ses extrémités arrondies.
À son extrémité sud on avait installé une statue équestre par Le Bernin, représentant Louis XIV transformé ensuite en Marcus Curtius par François Girardon (remplacé depuis par une copie, l'original se trouvant dans l'Orangerie). La pièce d'eau longe le potager du Roi, auquel il pouvait accéder de ce côté par la « grille royale ». Elle est bordée par une double allée de platanes bicentenaires, dont un grand nombre ont subi des dégâts lors de la tempête de 1999. 
Sous l'Ancien Régime, cette pièce d'eau fut souvent le théâtre de fêtes nautiques. De nos jours, elle est libre d'accès à tous et est devenue un lieu de pique-nique dominical.
C'est aussi le théâtre de l'épreuve de natation lors du Versailles Triathlon Festival se déroulant chaque année au mois de mai et organisé bénévolement par le club de Versailles Triathlon.
Il est possible d'y pêcher, sous certaines conditions. Il existe une association dédiée, « Les Brochets du roy »,.

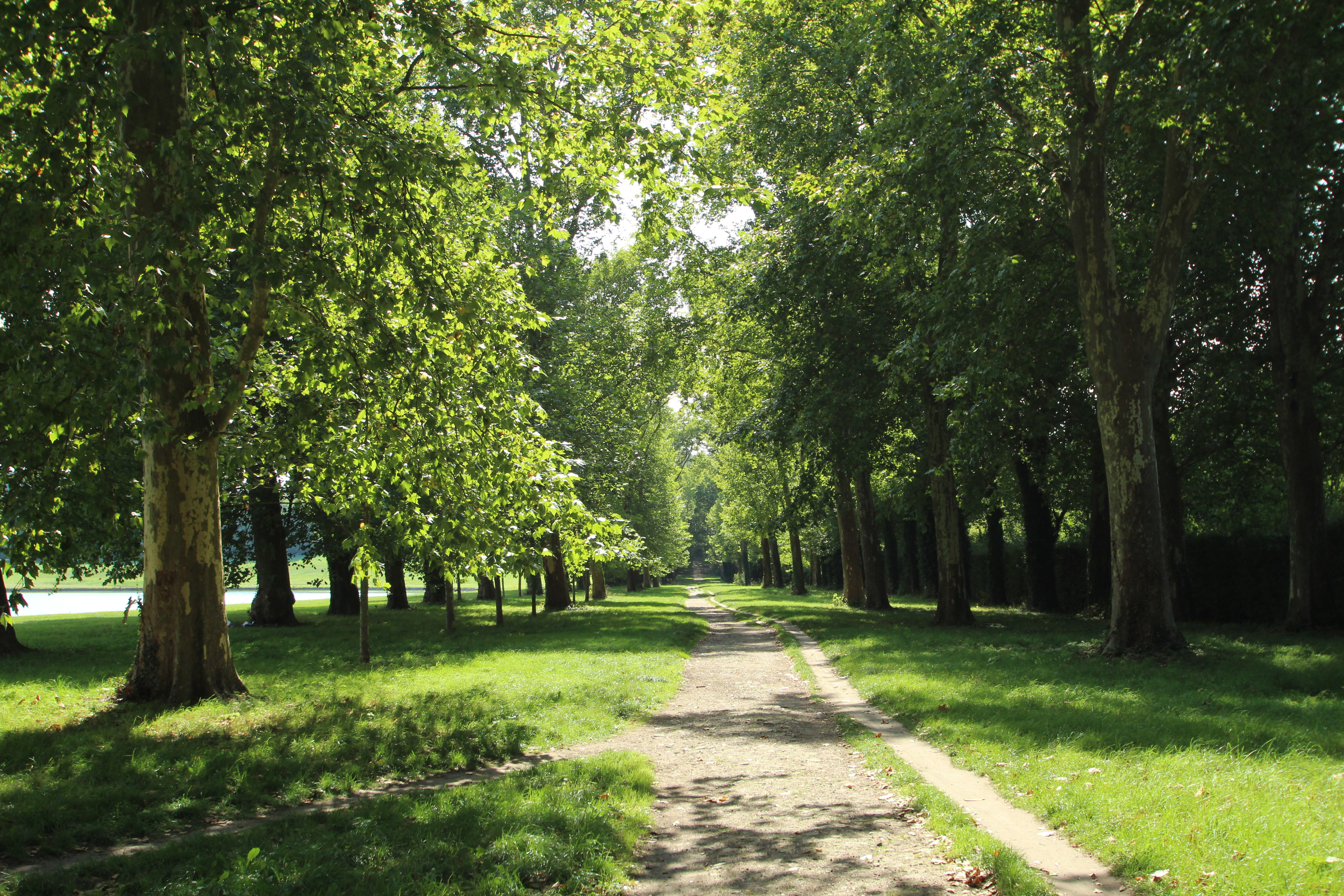
Allée le long du bassin.
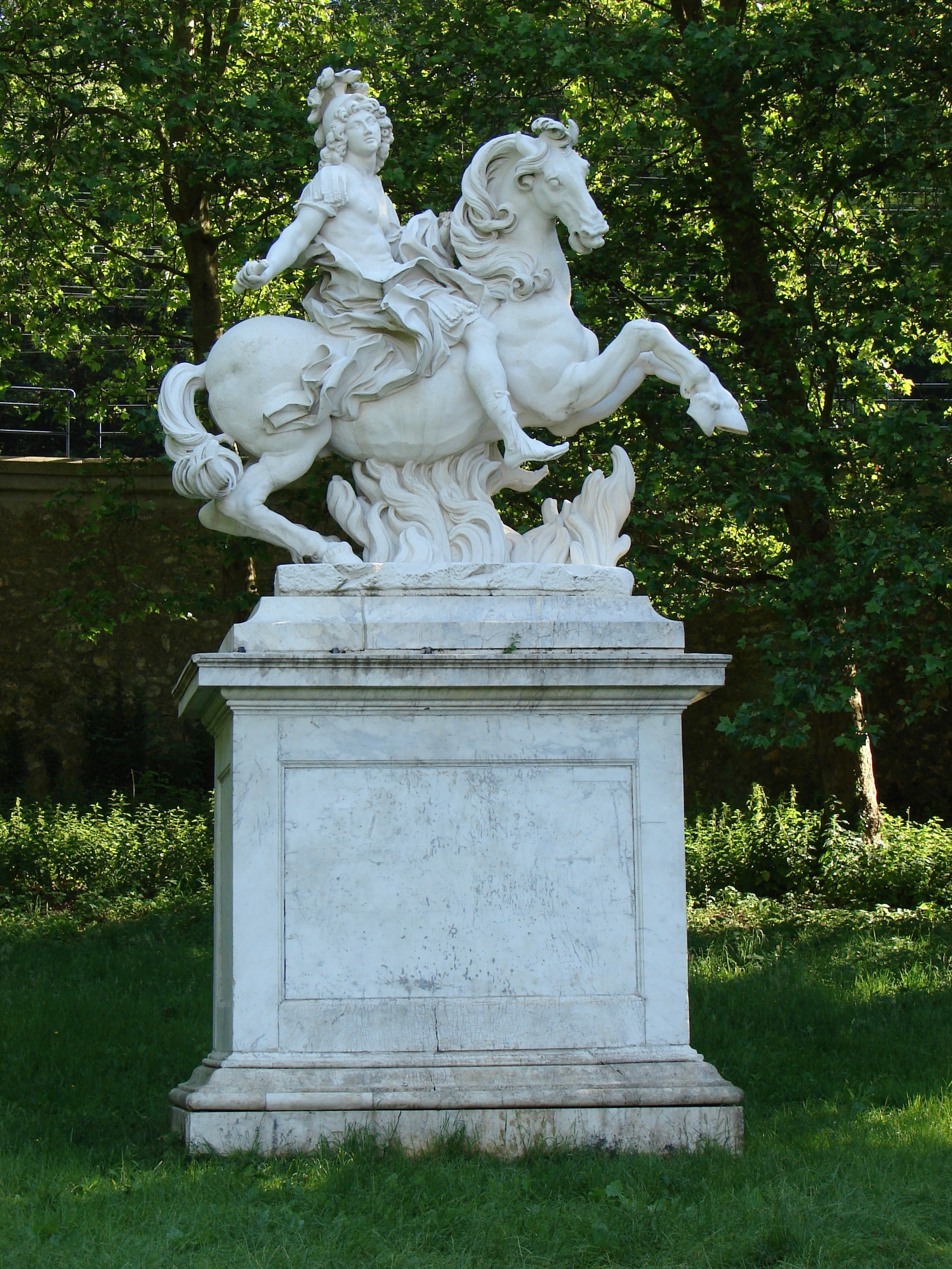
Statue équestre de Louis XIV sous les traits de Marcus Curtius.
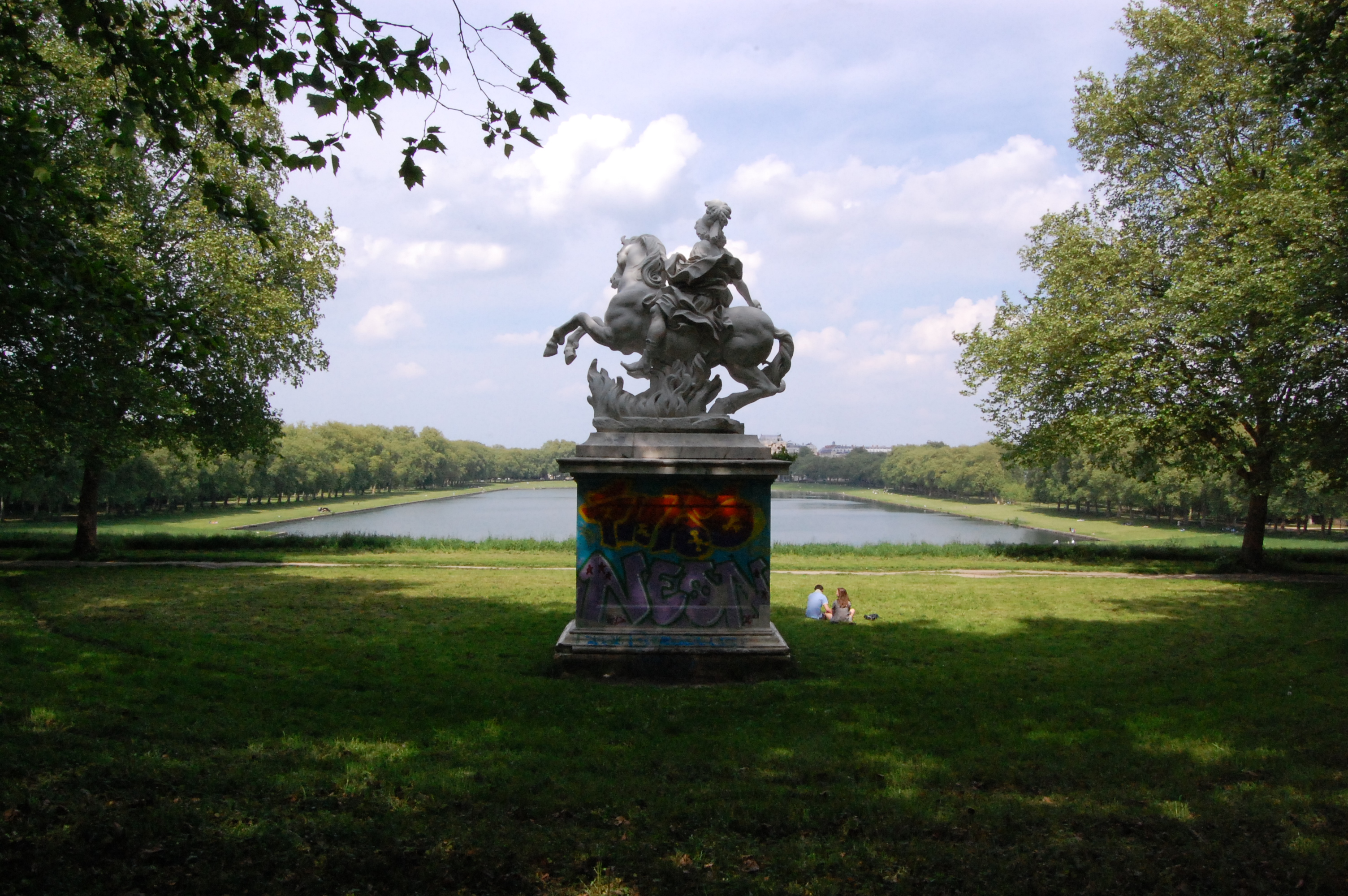
Vue arrière de la statue.